# Nanos viridissimus
Nanos viridissimus är en skalbaggsart som beskrevs av Olivier Montreuil och Viljanen 2011. Nanos viridissimus ingår i släktet Nanos och familjen bladhorningar. Inga underarter finns listade i Catalogue of Life.